# ノトケラトプス
ノトケラトプス（学名 : Notoceratops、「南の角のある顔」の意）は、パタゴニア（アルゼンチン）の後期白亜紀の堆積物から発見された、おそらくカンパニアンかマーストリヒチアンに生息し、断片的で歯のない左歯骨に基づく、絶滅した鳥盤類の恐竜の疑問名の属。ノトケラトプスは角竜類の可能性が高く、ラゴ・コルウエ・ウアピ層で発見された。

## 発見と命名
1918年、古生物学者 Augusto Tapia がノトケラトプスのホロタイプを発見した。彼はまた、1918年にタイプ種を N. bonarellii（当初は Notoceratops Bonarelliと表記）と命名した。属名はギリシャ語のnotos（南）、keras（角）、ops（顔）に由来する。種小名は、Tapia の発見に関する研究を助言した Guido Bonarelli を称えたものである。現行の国際動物命名規約では固有名詞や属名に由来するものであっても種小名の語頭は小文字で始めると規定されているので (ICZN 5.1., 28)、現在種小名は bonarellii とされて頭文字に大文字の B は使用されていない。発表後の多くの出版物では、種小名を i が一つだけの "bonarelli" として表記されてきたが、現在では二つの i が連続している種小名 bonarellii に修正されている。チュブ州のコルウエ・ウアピ湖付近で発見されたこの化石は、1929年にフリードリヒ・フォン・ヒューネによって記載されたが、その後失われてしまった。

## 系統発生
1918年に Tapia によって角竜類として最初に言及されたが、角竜類の他の属が南半球で知られていなかったため、後に否定された。しかし、2003年にオーストラリアでノトケラトプスとは別の角竜類と思われるセレンディパケラトプスが発見されたことで、この見解は変化するかもしれない。ノトケラトプスはそれ以降、疑問名とされ、ハドロサウルス類であった可能性がある。Tom Rich et al. が2014年に発表した、セレンディパケラトプスの有効性に焦点を当てた分析では、ノトケラトプスに関する文献についても調査された。彼らは、ホロタイプは角竜類の特徴を持っており、ノトケラトプスはおそらく有効であると結論付けた。